# اثر بامبی

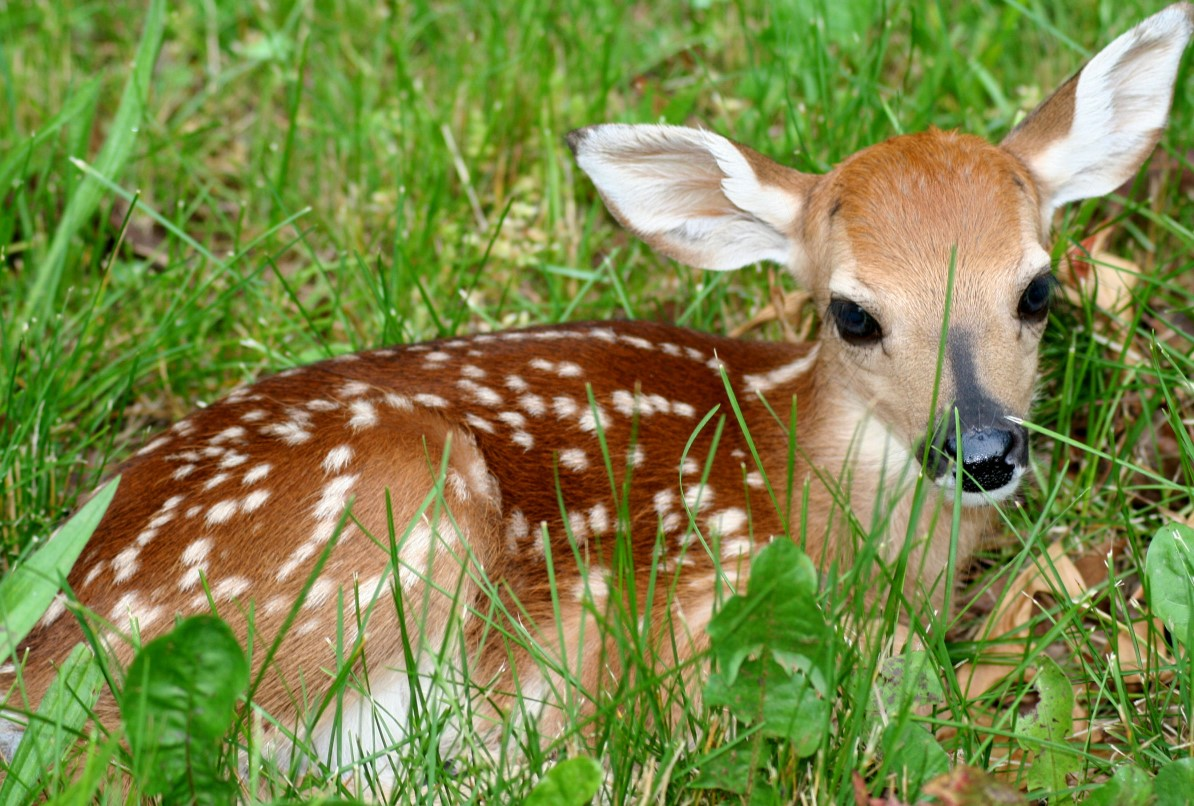
برّهٔ گوزن دم‌سفید، گونه‌ای از شخصیت‌های عنوان فیلم انیمیشن بامبی محصول ۱۹۴۲ والت دیزنی

«اثر بامبی» (به انگلیسی: Bambi effect) اعتراضی است به کشتن جانورانی که به‌عنوان «ناز» یا «ستودنی» شناخته می‌شوند، مانند گوزن، در حالی که ممکن است اعتراض کمی به رنج جانورانی که به‌نوعی منفور تلقی می‌شوند یا کمتر از حد مطلوب، مانند خوک‌ها یا دیگر موجودات جنگلی وجود داشته باشد.

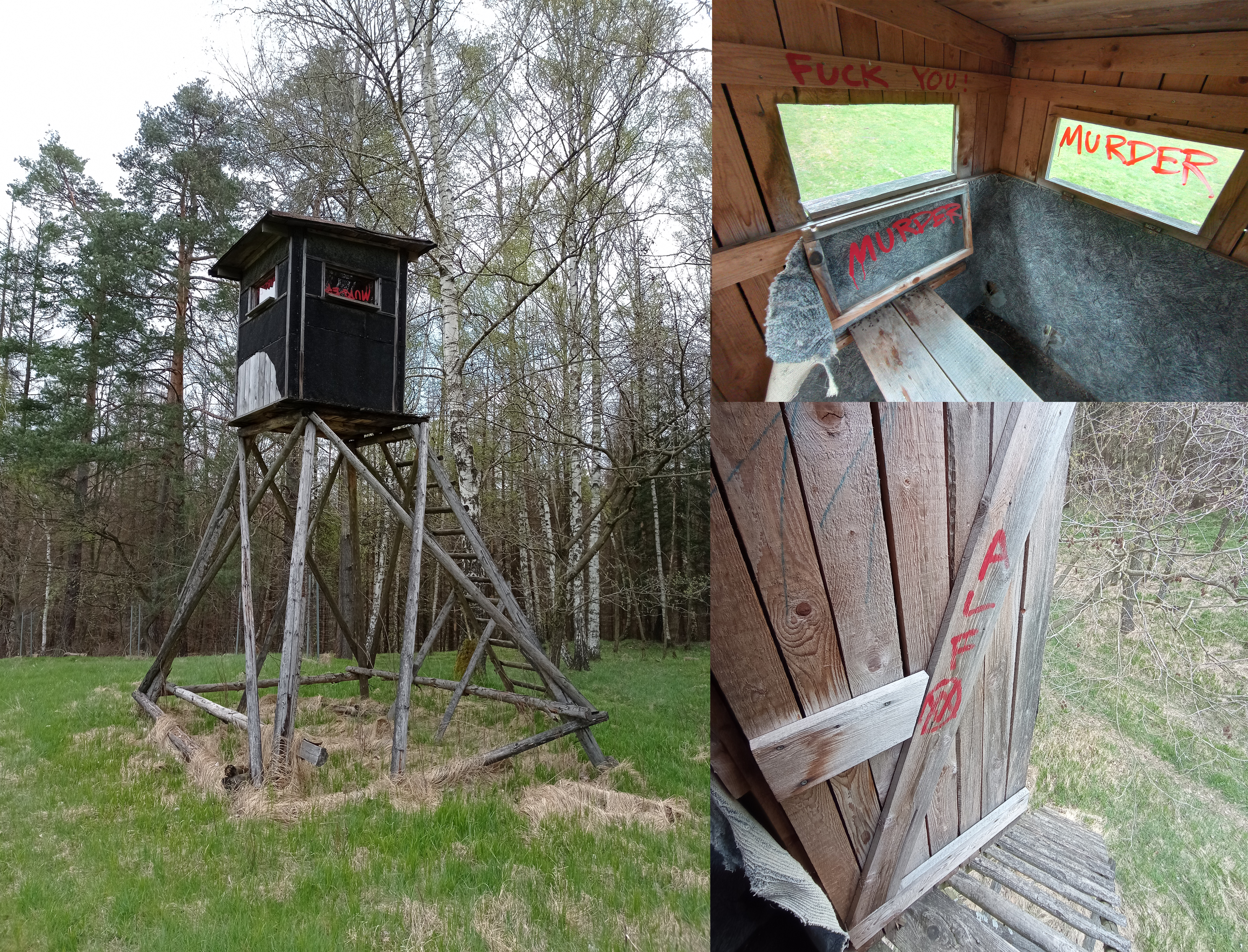
جایگاه گوزن کور توسط فعالان ALF (جبهه آزادی جانوران) تخریب شد. جمهوری چک، ۲۰۲۰

با اشاره به نوعی انسان‌انگاری ادعایی، این اصطلاح از انیمیشن والت دیزنی محصول ۱۹۴۲ بامبی الهام گرفته شده‌است، جایی که نقطه اوج احساسی مرگ مادر شخصیت اصلی به دست ستیزه‌خوی فیلم است، شکارچی که تنها با عنوان «مرد» شناخته شده‌است.